# Fanerita

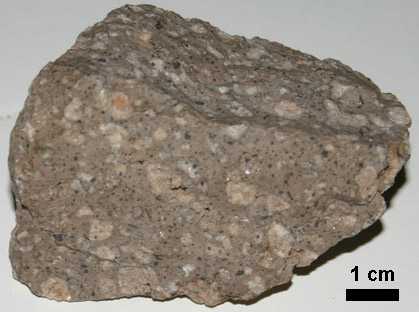
Aquesta andesita és una fanerita ja que els seus grans es veuen a simple vista

Una fanerita és una roca ígnea que té els grans dels seus minerals essencials prou grosos per a ser vistos macroscòpicament, és a dir es poden distingir a simple vista.
Les fanerites sovint es descriuen com de gra gruixut (coarse grained) o macroscòpicament cristal·lines (megascopically crystalline).